# ロイ・チョン
ロイ・チョン（張耀揚、Roy Cheung、1963年7月20日 - ）は香港の俳優、モデル。

## おもな日本公開作品
『』内は邦題、()内は原題、英題

### 映画
1986年
- 『友は風の彼方に』（龍虎風雲 City on Fire）- ジョン警部 役
- 『マギー・チャンのストーリー・ローズ 恋を追いかけて』（玫瑰的故事 Rose ）（DVD題「ストーリー・ローズ 恋を追いかけて」）　※劇場未公開

1987年
- 『プリズン・オン・ファイアー』（監獄風雲 Prison on Fire）- 殺手雄 役　※劇場未公開

1988年
- 『城市特警』（城市特警 City on Fire）- 韓政手下 役
- 『黒社会』（我在黑社會的日子 Triads, The Inside Story）

1989年
- 『いつの日かこの愛を』（伴我闖天涯 Wild Search）
- 『悪漢探偵V 最後のミッション』（新最佳拍檔 Aces Go Places V - The Terracotta Hit）- 殺人王 役　※劇場未公開

1990年
- 『タイガー・オン・ザ・ビート2』（老寅出更2 Tiger on the Beat 2）　※劇場未公開

1991年
- 『イン・ザ・ラップ・オブ・ゴッド』（蠻荒的童話 In the Lap of God）- Roy 役　※劇場未公開/CS放送のみ
- 『ファイト・バック・トゥ・スクール』（逃學威龍 Fight Back to School）- 大飛 役　※劇場未公開
- 『マイ・フライング・ワイフ』（猛鬼入侵黑社會 My Flying Wife） ※劇場未公開/CS放送のみ
- 『プリズン・オン・ファイアー2』（監獄風雲II逃犯 Prison on Fire II）　※劇場未公開
- 『暗黒英雄伝』（衝擊天子門生 Hong Kong Godfather） ※劇場未公開

1992年
- 『英雄列伝 WHAT A HERO』（嘩！英雄 What a Hero!） ※劇場未公開
- 『妖獣都市 〜香港魔界篇〜』（妖獸都市 The Wicked City）- 鬼眾道（シュドー）役

1993年
- 『人肉燈籠』（人皮燈籠 Ghost Lantern）- 蘇雄 役） ※劇場未公開

1994年
- 『野獣特捜隊』（重案實錄O記 Organized Crime and Triad Bureau）

1995年
- 『ドラゴン電光石火'98』（亞洲警察之高壓線 Asian Cop - High Voltage）

1996年
- 『新・欲望の街 古惑仔 疾風、再び』（古惑仔3之隻手遮天 Young and Dangerous 3）- 陳天雄 役

1997年
- 『ミッドナイト・エクスプレス』（黑獄斷腸歌之砌生豬肉 Chinese Midnight Express）
- 『新・欲望の街II 97古惑仔最終章』（97古惑仔之戰無不勝 Young and Dangerous 4）

1998年
- 『Beast Cops 野獣刑警』（野獸刑警 Beast Cops）
- 『風雲 ストームライダーズ』（風雲雄霸天下 The Storm Riders）

1999年
- 『ザ・ミッション 非情の掟』（鎗火 The Mission）- Mike（マイク）役

2000年
- 『花様年華』（花樣年華 In the Mood for Love）- 陳先生（チャンさん）※声のみ
- 『狼たちの伝説 亜州黒社会戦争』（古惑仔6勝者為王 Born to Be King）

2001年
- 『拳神 KENSHIN』（拳神 The Avenging Fist）
- 『タイガー』（兄弟 Fidelity） ※劇場未公開
- 『復活 死亡遊戯』（戰龍 Dragon the Master） ※劇場未公開
- 『豹女2 奪命の旅』（豹女之奪命之旅 Her Name Is Cat 2 Journey to Death） ※劇場未公開/CS放送のみ

2002年
- 『ブルー・エンカウンター』（衛斯理藍血人 The Wesley's Mysterious File）

2003年
- 『インファナル・アフェア 無間序曲』（無間道II Infernal Affairs II）- 羅継賢/羅雞（ロガイ）役

2005年
- 『ブラッディ・レイン』（黑白戰場 Colour of the Loyalty）

2006年
- 『恋するふたり』（米尼）　※中国映画祭2007でのみ上映
- 『エグザイル/絆』（放・逐 Exiled）- 阿貓（キャット）役

2007年
- 『ドラマー』（戰‧鼓 The Drummer）　※第8回東京フィルメックスでのみ上映

2008年
- 『君は僕のために蝶になる』（蝴蝶飛 Linger）- 付恩佳の主治医 役

※その他、日本未公開作品に多数出演。

### テレビドラマ
- 2006年 あすなろ白書 （愛情白皮書）(2006) - 秋庭宗輔 役

## 受賞・ノミネート等
プリズン・オン・ファイヤー
- 第7回香港電影金像奨 最優秀助演男優賞 ノミネート（1988年）

ザ・ミッション 非情の掟
- 第5回香港電影金紫荊奨 最優秀助演男優賞 受賞（2000年）

江湖告急（原題） ※日本未公開
- 第20回香港電影金像奨 最優秀助演男優賞 ノミネート（2001年）

## 参考
- ロイ・チョン - allcinema
- 香港影庫 HKMDB 張耀揚
- zh:張耀揚